# Palestinian Airlines
Palestinian Airlines (arabsky: الخطوط الفلسطينية) je letecká společnost se sídlem v Aríši v Egyptě, jsou zcela ve vlastnictví Palestinské samosprávy, ale nejsou uznány egyptským Ministerstvem pro civilní letectví. Aerolinie přerušily svou činnost v roce 2005 a obnovily provoz v květnu 2012. Jejich základnou je Mezinárodní letiště El-Aríš. Palestinian Airlines jsou členem Organizace arabských leteckých dopravců.

## Historie
Letecká společnost byla založena dne 1. ledna 1995 a zahájila svoji činnost v červnu 1997 sérií charterových letů přepravujících poutníky do Džiddy (Saúdská Arábie). Lety byly původně plánovány pro provoz z Gazy, ale vzhledem k izraelskému zákazu byly provozované z Port Saidu v severním Egyptě. Pravidelné lety byly zahájeny dne 23. července 1997, z Aríše do Jordánska a do Saúdské Arábie. Palestinian Airlines přesunuly svoji základnu do Gazy po otevření letiště v listopadu 1998 a přidaly řadu nových tras po regionu. Letecká společnost měla pozastavenu činnost v říjnu 2000 po zahájení Intifády Al-Aksá a byla nucena přestěhovat se na Mezinárodní letiště El-Aríš v prosinci 2001, po zničení dráhy na Mezinárodním letišti Jásira Arafata, kde provozuje omezené služby. Společnost je zcela ve vlastnictví Palestinské samosprávy; k březnu 2007 měla 398 zaměstnanců.

## Destinace
Palestinian Airlines obsluhují následující destinace (od května 2013):
Egypt
- Aríš – Mezinárodní letiště El-Aríš  (domovské letiště)
- Káhira – Mezinárodní letiště Káhira

Jordánsko
- Ammán – Ammán civilní letiště - Marka

Saúdská Arábie
- Džidda – Mezinárodní letiště Krále Abda al-Azíze

Z bývalé základny v Gaze Palestinian Airlines také létaly do Bahrajnu, Larnaky, Kuvajtu, Dauhá, Damašku, Istanbulu, Abu Dhabí a do Dubaje.

## Flotila

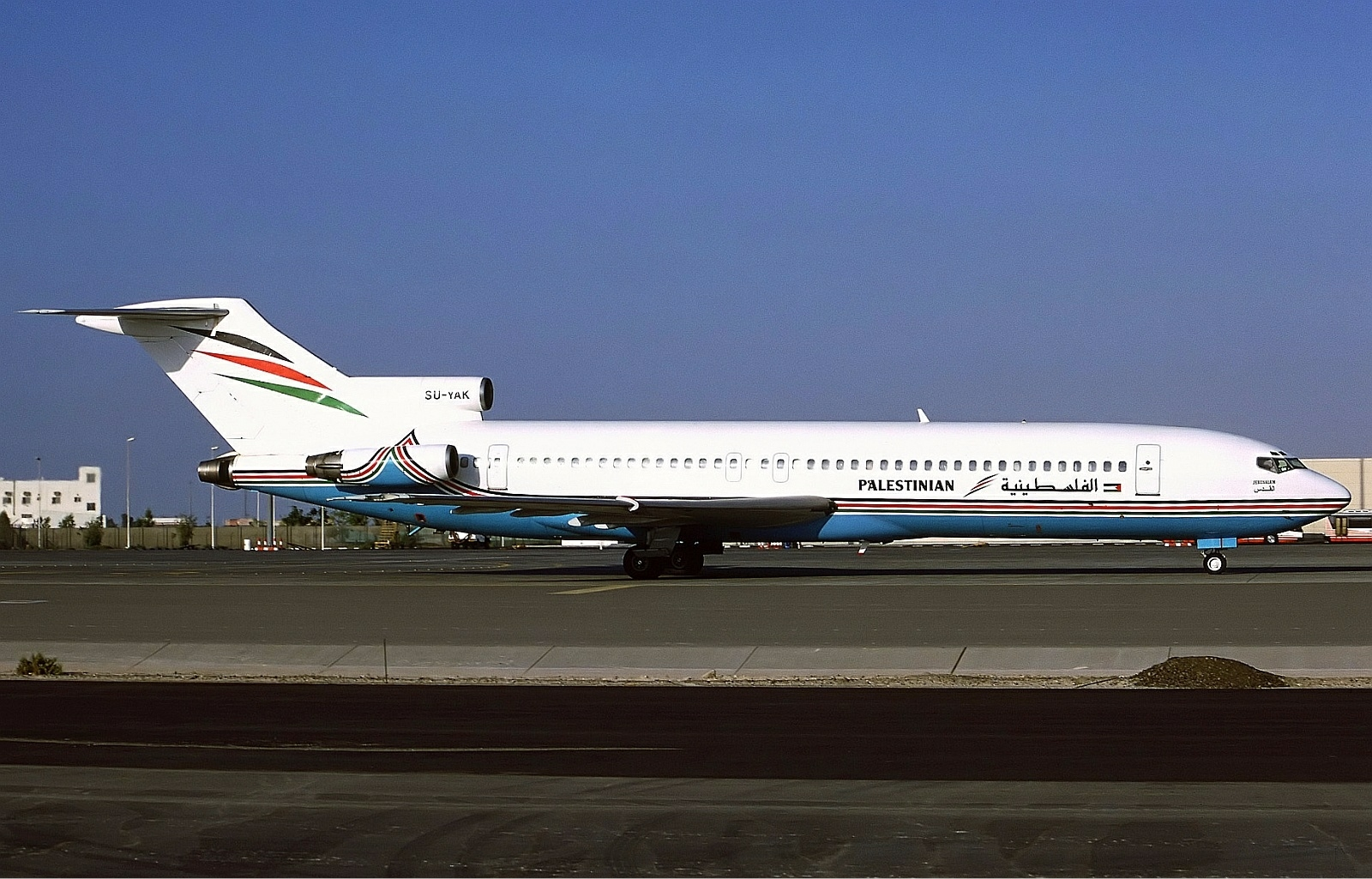
Boeing 727-200 Palestinian Airlines na Mezinárodním letišti v Dubaji, Spojené arabské emiráty. (1999)

Flotila Palestinian Airlines se skládala z následujících letadel:
- 2 Fokker 50 (jeden pronajatý Niger Airlines)[5][6]

Dříve provozované dva Bombardier Dash 8-300 a Iljušin Il-62. Palestinian Airlines měly objednány dva Bombardier CRJ200, které nebyly nikdy dopravci dodány.